# Jack Huston
Jack Alexander Huston, angleški televizijski in filmski igralec, *7. december 1982, London, Anglija, Združeno kraljestvo.

## Zgodnje in osebno življenje
Jack Alexander Huston se je rodil 7. decembra 1982 v Londonu, Anglija, Združeno kraljestvo, kot sin Walterja Anthonyja Hustona in Lady Margot Lavinia Cholmondeley. Njegov dedek je režiser John Huston, njegova mama pa je sorodstveno povezana z ljudmi, kot so David Sassoon, Mayer Amschel Rothschild in Robert Walpole. Je tudi nečak igralcev Anjelice Huston in Dannyja Hustona. Trenutno hodi s televizijsko voditeljico Cat Deeley.

## Kariera
S svojo igralsko kariero je Jack Huston začel leta 2004 v televizijskemu filmu Spartacus, nadaljeval pa jo je leta 2005 v filmu Neighborhood Watch.
Leta 2006 je igral v filmu Factory Girl, leta 2007 v filmu Shrooms in leta 2008 v televizijskemu filmu Miss Austen Regrets ter filmih The Garden of Eden in Outlander.
Letos smo ga lahko videli v filmih Boogie Woogie, Salomaybe?, Shrink in Eastwick, leta 2010 pa v kinematografe pride film Mrk, v katerem igra tudi on.

## Filmografija
| Leto | Naslov              | Vloga             | Opombe            |
| ---- | ------------------- | ----------------- | ----------------- |
| 2004 | Spartacus           | Flavius           | (TV)              |
| 2005 | Neighborhood Watch  | Bob               | alias Deadly End  |
| 2006 | Factory Girl        | Gerard Malanga    |                   |
| 2007 | Shrooms             | Jake              |                   |
| 2008 | Miss Austen Regrets | Dr. Charles Haden | (TV)              |
| 2008 | The Garden of Eden  | David Bourne      |                   |
| 2008 | Outlander           | Wulfric           |                   |
| 2009 | Boogie Woogie       | Joe               |                   |
| 2009 | Salomaybe?          | Lord Alfred       | (post-produkcija) |
| 2009 | Shrink              | Shamus            |                   |
| 2009 | Eastwick            | Jamie             |                   |
| 2010 | Mrk                 | Royce King II     | (post-produkcija) |